# Министерство финансов Республики Татарстан
Министерство финансов Республики Татарстан (тат. Татарстан Республикасы Финанс министрлыгы) — орган государственной власти Республики Татарстан.
Подчиняется Раису РТ, Кабинету Министров РТ и одноимённому министерству РФ.

## История
Образовано 28 сентября 1920 года постановлением Центрального исполнительного комитета Татарской АССР и находилось в подчинении ЦИК Татарской АССР (до 1938 года), Совета Народных Комиссаров Татарской АССР (с 1946 года — Совета Министров Татарской АССР, с 1991 года — Кабинета Министров РТ) и одноимённому народному комиссариату РСФСР (с 1946 года — одноимённому министерству РСФСР,  с 1992 года — РФ). 

### Официальные названия
- Народный комиссариат финансов Татарской АССР (1920-1946)
- Министерство финансов Татарской АССР (1946-1990)
- Министерство финансов Татарской ССР (1990-1992)
- Министерство финансов Республики Татарстан (с 1992)[1]

## Министры[1][a]
- Гордеев, Александр Степанович (1920–1924)
- Бурнашев, Ибрагим Рахматуллович[тат.] (1924)
- Бекбулатов, Омар Валеевич (1924–1925)
- Недачин, Александр Васильевич (1925–1926)
- Кочкарин, Николай Данилович (1926–1927)
- Терский, Андрей Алексеевич (1927–1930)
- Тарпищев, Хусаин Ганеевич[тат.] (1930)
- Магдеев, Каюм Хайруллович (1930–1937)
- Шарафеев, Саид Мингазович (1937–1942, 1951–1957)
- Хайруллин, Галим Хайруллович (1942–1943)
- Азизов, Миргарифан Замалеевич (1943–1950)
- Аюпов, Хамит Аюпович[тат.] (1950–1951, 1957–1969)
- Мустаев, Шамиль Асгатович (1969–1984)
- Хабибуллин, Хайдар Сафович (1984–1988)
- Мингазов, Рафаэль Галяутдинович (1988–1990)
- Нагуманов, Дмитрий Нагуманович (1990–1996)
- Минниханов, Рустам Нургалиевич (1996–1998)
- Мусин, Роберт Ренатович (1998–2002)
- Гайзатуллин, Радик Рауфович[тат.] (2002–2025)
- В январе 2025 года в Министерстве финансов Республики Татарстан произошли кадровые изменения. Пост министра, который с 2002 года возглавлял Гайзатуллин Радик Рауфович, занял его первый заместитель Файзрахманов Марат Джаудатович.

## Адрес
Первые годы располагался на Большой Проломной улице, в здании Госбанка, затем в течение долгого времени по адресу Банковская, 3; являлся одним из немногих наркоматов ТАССР, располагавшимся за пределами Кремля. С 1997 года находится по адресу Пушкина, 37, в здании, которое ранее занимала школа № 24.

### Комментарии
1. ↑  до 1946 года — народные комиссары